# Старый Токмак
Старый Токмак — село в Заинском районе Татарстана. Входит в состав Аксаринского сельского поселения.

## География
Находится в восточной части Татарстана на расстоянии приблизительно 8 км на север по прямой от железнодорожной станции города Заинск у реки Зай.

## История
Известно с 1677 года. В 1856 году была построена Троицкая церковь. До 1920 года волостной центр.

## Население
Постоянных жителей было: в 1859—996, в 1884—1682, в 1897—864, в 1913—1830, в 1920—890, в 1926—1186, в 1938—978, в 1949—684, в 1958—625, в 1970—502, в 1979—372, в 1989—205, в 2002—237 (русские 96 %), 209 в 2010.